# Universidad EAN
La Universidad EAN (originalmente las siglas de Escuela de Administración de Negocios) es una universidad privada colombiana con domicilio en la ciudad de Bogotá, sujeta a inspección y vigilancia por medio de la Ley 1740 de 2014 y la ley 30 de 1992  del Ministerio de Educación de Colombia. Fue fundada en 1967 por Hildebrando Perico Afanador junto con Cecilia Crissien de Perico, Carlos Ramírez Cardona, Álvaro Rubio Salas y Carlos Alfonso Crissien Aldana.
Tiene acreditación de Alta Calidad por parte del Consejo Nacional de Acreditación (CNA) y a nivel internacional por parte del Accreditation Council for Business Schools and Programs y el Accreditation Board for Engineering and Technology (ABET). Su programa de Administración de Empresas fue el primero en impartirse en Colombia.
En la actualidad desarrolla el proyecto EAN Legacy, primer edificio en Latinoamérica inspirado en Cradle to Cradle y diseñado por William McDonought (inauguración el 15 de julio de 2020)

## Historia

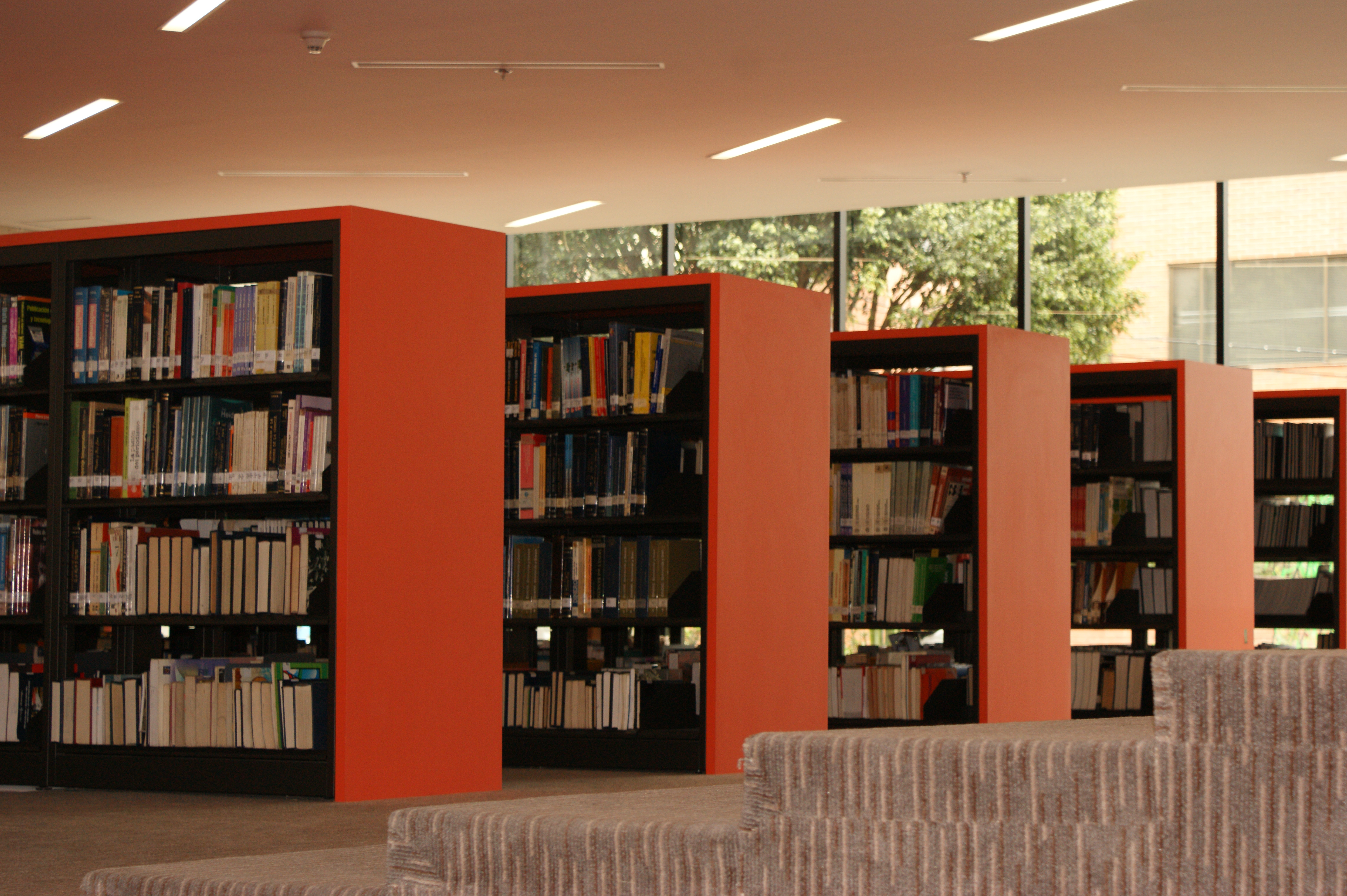
Biblioteca Hildebrando Perico Afanador

La historia de la Universidad EAN comenzó a finales de la década de los años 60 cuando Hildebrando Perico Afanador, invitó a un grupo de profesionales para formalizar la creación de la Escuela de Administración de Negocios, inspirado en la convicción de que el desarrollo y el progreso del país vendría como resultado de estimular entre sus gentes la mentalidad empresarial y la necesidad de creación de empresas.
La EAN inició actividades el 10 de agosto de 1967 con 14 alumnos matriculados en el programa de Técnicos en Administración de Empresas, lo cual constituyó un hecho significativo porque hasta entonces no se enseñaba administración, ni existían instituciones de educación superior que se ocuparan de la formación de administradores de empresas y de empresarios. 
El acta de fundación de la Escuela fue firmada el 11 de octubre de 1968, por Hildebrando Perico Afanador, Cecilia Crissien de Perico, Carlos Ramírez Cardona, Álvaro Rubio Salas y Carlos Alfonso Crissien Aldana. Tras 39 años con calidad de institución universitaria, pasó a ser reconocida como universidad mediante Resolución n.º 2470 del 30 de mayo de 2006 del Ministerio de Educación Nacional.
En la actualidad, cuenta con varias acreditaciones institucionales nacionales e internacionales. 
También, cuenta con más de 50[¿cuántos?] convenios vigentes con universidades de todo el mundo con el fin de que los estudiantes realicen intercambios académicos de pregrado y posgrado.